# Ost- und Zentralafrikanische Cricket-Nationalmannschaft
Die ost- und zentralafrikanische Cricket-Nationalmannschaft (englisch East and Central Africa cricket team) war eine Cricket-Mannschaft, die zwischen 1989 und 2003 an internationalen Wettbewerben teilnahm. Dabei ersetzte sie die ostafrikanische Cricket-Nationalmannschaft. Sie vertrat dabei die Staaten Malawi, Sambia, Tansania und Uganda und war somit eine der „Nationalmannschaften“, in dem die Spieler aus mehreren Staaten kamen.

## Geschichte

Flagge der East and Central Africa Cricket Conference, dem Verband der ost- und zentralafrikanischen Cricket-Nationalmannschaft

Das Team wurde ab 1989 durch Spieler aus Malawi ergänzt und daraufhin umbenannt. Es war ab diesem Zeitpunkt Associate Member des International Cricket Council. Die erste Teilnahme an der Qualifikation für den Cricket World Cup erfolgte 1990 in den Niederlanden, wo die Mannschaft in der Vorrunde ohne einen Sieg zu erzielen ausschied. Gleiches Schicksal erlitt die Mannschaft bei den Qualifikationen 1994 und 1997. Erst bei der Ausgabe 2001 gelangen zwei Siege, kam jedoch nicht über die Vorrunde der zweiten Division hinaus. Zuvor hatte sich Uganda 1998 als eigenständiger Verband abgespalten. Als Tansania kurz nach der ICC Trophy 2001 seine Eigenständigkeit erklärte, dauerte es noch bis 2003, bis das Team vollständig aufgelöst wurde. Seitdem nimmt Malawi als Affiliate Member und die anderen drei Länder als Associate Member am Spielgeschehen des International Cricket Council teil.

## Internationale Turniere

### Cricket World Cup
- 1992: nicht qualifiziert (Qualifikation)
- 1996: nicht qualifiziert (Qualifikation)
- 1999: nicht qualifiziert (Qualifikation)
- 2003: nicht qualifiziert (Qualifikation)

## Jugendmannschaft
Eine ostafrikanische U-19-Mannschaft nahm an zwei internationalen Turnieren teil, bevor die ECACC sich in Einzelmannschaften auflöste. Das erste war das International Youth Cricket Tournament 1994 in Malaysia, woran auch die U-19-Mannschaften Bangladeschs, Dänemarks, Hongkongs, Malaysias, Papua-Neuguineas und Sri Lankas teilnahmen. Das zweite war die Africa Unter-19 Championship 2001 in Uganda, die erste Ausgabe der ICC U19 Cricket World Cup Africa Qualifier. Das erste Spiel bei diesem Turnier gegen Uganda gewannen sie mit vier Wickets. Danach gewannen sie gegen Kenia mit drei Wickets, unterlagen Namibia mit fünf Wickets, und gewannen schließlich gegen Westafrika mit fünf Wickets, womit sie den zweiten Platz hinter Namibia erreichten.